# Pangonius griseipennis
Pangonius griseipennis är en tvåvingeart som först beskrevs av Friedrich Hermann Loew 1859.  Pangonius griseipennis ingår i släktet Pangonius och familjen bromsar. Inga underarter finns listade i Catalogue of Life.